# Bearne
El Bearne (en francés: Béarn; en occitano: Bearn AFI: [beˈar] o Biarn AFI: [bjar]; o Biarno; en euskera: Bearno) es una región natural e histórica de Francia situada a los pies de los Pirineos, en el actual departamento de Pirineos Atlánticos. Corresponde con el antiguo vizcondado y luego principado soberano con Francisco Febo, o Francisco I de Foix, rey de Navarra (1479-1483), conde de Foix, conde de Bigorra y vizconde de Bearne (1472-1483). Asimismo fue una antigua provincia francesa surgida tras la unificación con la corona real en 1620. 
La historia del Bearne esta unida a figuras ilustres como Gastón Fébus, Enrique II de Navarra y, por supuesto, su nieto Enrique III de Navarra y IV de Francia. Este pequeño estado fue capaz de mantener su independencia durante siglos junto a sus poderosos vecinos franceses y españoles. Los fueros de Bearne representan la más antigua legislación escrita de Francia, y se trataba tanto de una carta política como un código de justicia al que incluso el soberano del Bearne no podía sustraerse.
Desde la Revolución francesa, Bearne constituye la parte oriental del departamento de Pirineos Atlánticos (64), del que ocupa 3/5 del territorio. Está atravesado en diagonal por los gaves de Pau y de Olorón, cuyos valles paralelos son la parte más viva del país. La economía bearnesa siempre ha dependido en gran medida de la actividad agrícola, pero todavía mantiene una fuerte tradición en este campo. El Bearne también está orientado a las industrias de alta tecnología, como la aeronáutica y las geociencias (ayudado por el descubrimiento del yacimiento de gas de Lacq en 1951). El Bearne tenía 365 650 habitantes en 2012 y su capital es Pau desde 1464.
Su gentilicio es bearnés.

## Geografía

### Localización

Localización de Bearne en Europa. La región de Bearne, dentro de los Pirineos Atlánticos, rodeada al sur por España, al oeste por Sola y Baja Navarra, al norte por las Landas, al noreste por el Gers y al este por los Altos Pirineos.

El Bearne se encuentra en Europa occidental, en la vertiente norte de los Pirineos. Bearne limita al oeste con Sola y Baja Navarra, al norte con Chalosse y Tursan, al noreste con Armañac, al este con Bigorra y al sur con Aragón y España. 
Al Bearne primitivo (valle del Gave de Pau, Soubestre y Vic-Bilh) se añadieron sucesivamente el vizcondado de Oloron hacia 1050, luego el vizcondado de Montaner hacia 1085 y el país de Orthez en 1194, tomado del vizcondado de Dax. Estos cuatro territorios forman el Bearne histórico que mantiene sus fronteras, a veces complejas, hasta la Revolución francesa. 
Los límites del Bearne cambiaron en 1790 con la creación del departamento de los Pirineos Atlánticos (llamado Bajos Pirineos hasta 1969). 
Una veintena de municipios gascones se integran en el nuevo departamento, además de las tres provincias vascófonas (Labort, Baja Navarra y Sola) y el Bearne. 
En la actualidad, todos estos municipios están vinculados a los cantones e intermunicipios bearneses, por lo que están integrados en el Bearne moderno.

### Regiones históricas

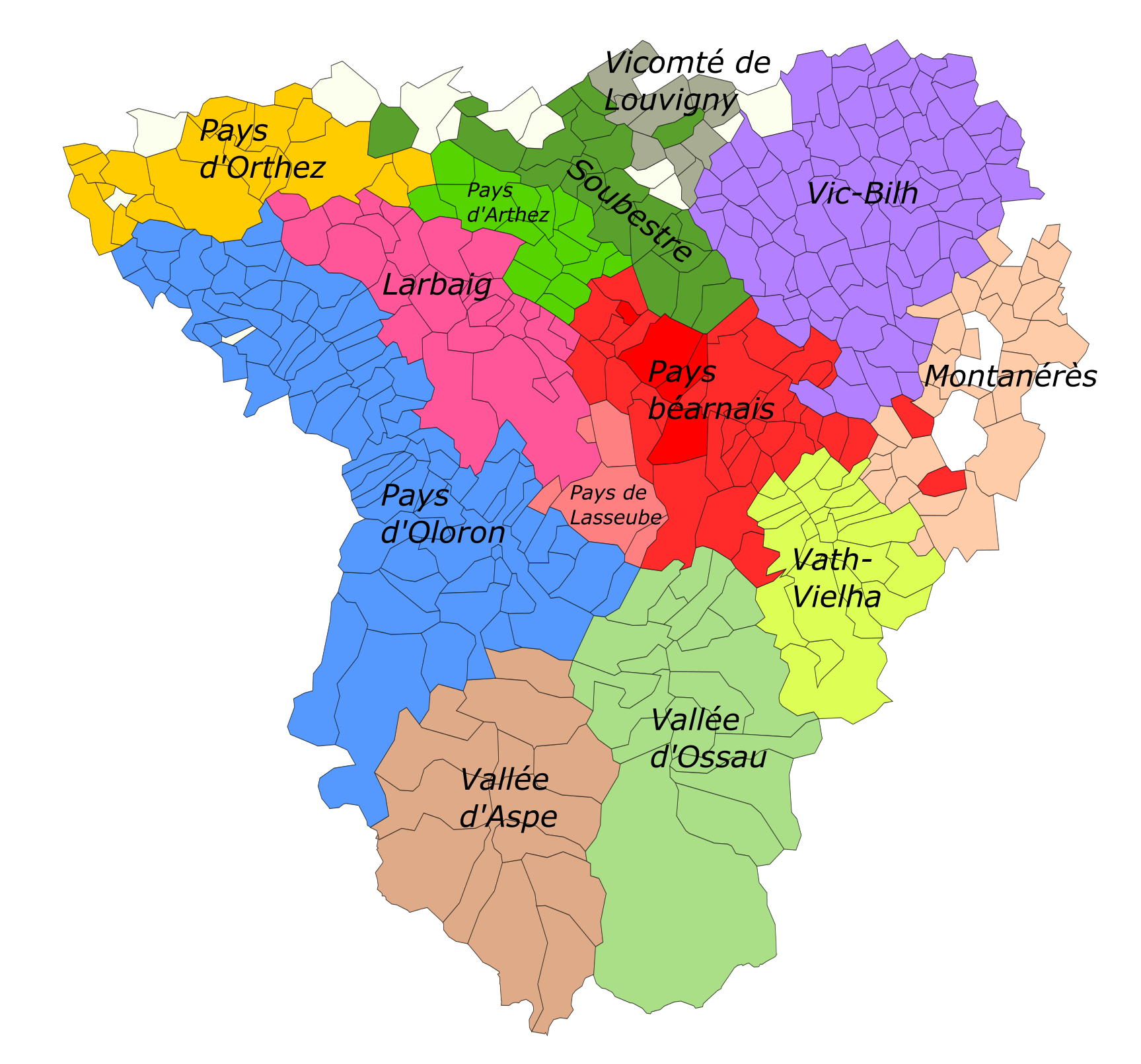
Regiones históricas de Bearne.

El Bearne está formado por un conjunto de regiones históricas que tienen sus raíces en una geografía particular, una historia común, a veces ligada a la organización religiosa. Los límites de estas regiones son tratados por Paul Raymond. El archivero dividió el territorio de Bearne según la definición de la época romana, en civitas (ciudad) y pagus (campo). Las fronteras de las tres regiones que gradualmente pasaron a formar parte del Bearne primitivo son bastante claras. El vizcondado de Montaner (o Montanerés), el país de Orthez y el vizcondado de Oloron. Para esta última, hay que delimitar tres regiones históricas, el país de Oloron (o pagus Oloronensis), el valle de Aspe (vath d'Aspa en bearnés o pagus d'Aspe) y el valle de Ossau (vath d'Aussau o pagus de Ossau).
El Bearne primitivo se construyó a partir de regiones históricas con límites más difusos. Algunas regiones aparecen claramente, como el Vic-Bilh y la Vath-Vielha. El Vic-Bilh (o "país viejo" en bearnés) ocupa la parte noreste del Bearne primitivo con Lembeye como capital. La Vath-Vielha o Batbielle (valle viejo o "aldea en el valle" en bearnesa) se desarrolla aproximadamente en la llanura de Nay, en el valle formado por el Gave de Pau. Las fronteras de Soubestre (o pagus Silvestrensis) son más imprecisas, y pueden tomar sus límites del arcedianato de Soubestre –con Garos como centro– o incluir también el vizcondado de Louvigny (pagus Lupiniacensis) –incluyendo Arzacq-Arraziguet–, así como el país de Arthez-de-Bearne, abarcando así una amplia zona de laderas y llanuras que rodean el Luy de Bearne y el Luy de France. El Larbaig (o pagus Larvallensis) stricto sensu corresponde al valle del Laà, también puede designar el arcedianato que incluía el antiguo cantón de Monein, con Castetner como ciudad principal. Por último, el Pays Bearneais (o Pagus Benarnensis) corresponde al corazón del Bearne primitivo, con su centro religioso (Lescar) y su primera capital política (Morlaàs). Sus fronteras son relativamente borrosas, a las que hay que añadir el antiguo cantón de Lasseube.

### Topografía

Topografía de Bearne.

El Bearne reúne tres zonas del piedemonte pirenaico: la llanura de los gaves de Pau y Oloron, las laderas de los alrededores y los valles altopirenaicos de Ossau, Aspe y Barétous. Estos tres valles superiores forman el Alto Bearne (Haut-Bearne), atravesado por gaves de orientación norte-sur. El valle de Ossau se comunica con el sur por el puerto de Pourtalet (1794 m), el valle de Aspe por el puerto de Somport (1650 m) y el valle de Barétous se abre al valle navarro de Roncal por el puerto de Pierre Saint-Martin (1760 m). Parte del valle de Ouzom forma parte de este Haut-Bearne, que conduce a la Bigorra a través de Ferrières, Arbéost y el puerto de Soulor (1474 m). Esta zona montañosa está dominada por varios picos, como el pic d'Anie (2504 m), el pico de Midi d'Ossau (2884 m) y el pico de Gabizos (2639 m). El pico Palas es la cima de los Pirineos de Bearne con 2974 m.
Las estribaciones del Bearne se caracterizan por la alternancia de amplios valles, laderas disecadas y páramos muy llanos. Entrando en Bearne por el norte (Vic-Bilh al este y Soubestre al oeste), hay una hilera de colinas frente a Gascuña con varios afluentes directos o indirectos del Adour (el Aygue longue, el Luy de Bearne, el Gabas, etc.). El valle del Gave de Pau viene a continuación con las ciudades de Orthez, Pau y Nay. Es la zona más poblada del Bearne. Este valle está enmarcado por potentes colinas a lo largo de unos 75 km desde Montaut, al este, hasta Orthez, al oeste. Al acercarse a Pau desde el este, el valle del Gave se estrecha gradualmente entre Pont-Long y las laderas de Jurançon. Entre el Gave de Pau y el Gave d'Oloron, más al sur, las colinas que forman el entre deux-gaves no superan los 400 metros de altitud. Esta zona está formada por las laderas del viñedo de Jurançon. La orientación norte-sur viene impuesta por los estrechos y profundos valles de los distintos afluentes del Gave de Pau (el Souste, el Neez, el Hiès, el Juscle, etc.). Finalmente, antes de llegar a los valles del Haut-Bearne, el valle del Gave d'Oloron se presenta con varias localidades como Oloron-Sainte-Marie, Navarrenx o Salvatierra de Bearne.

Paisajes de Bearne
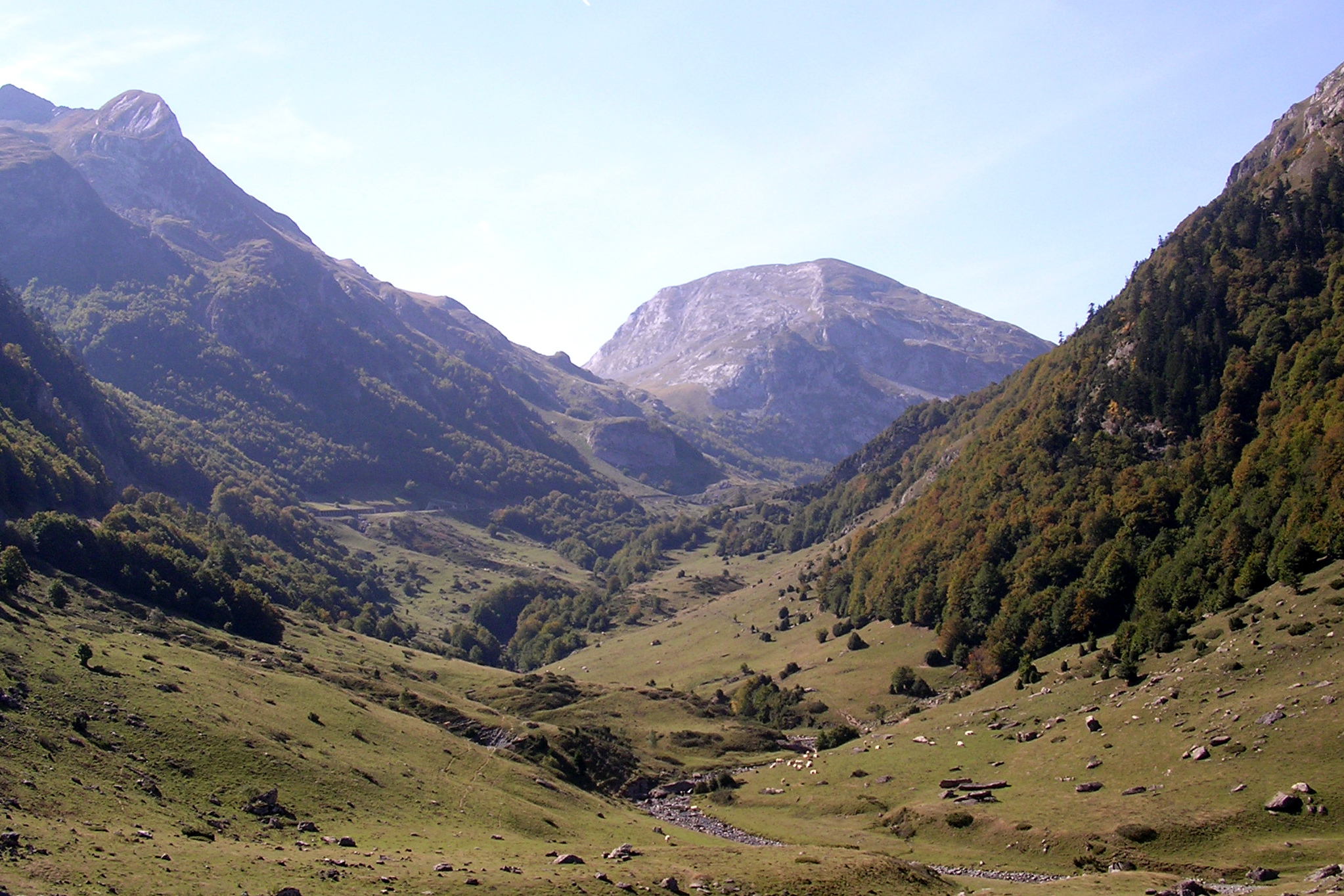
El valle de Ossau.
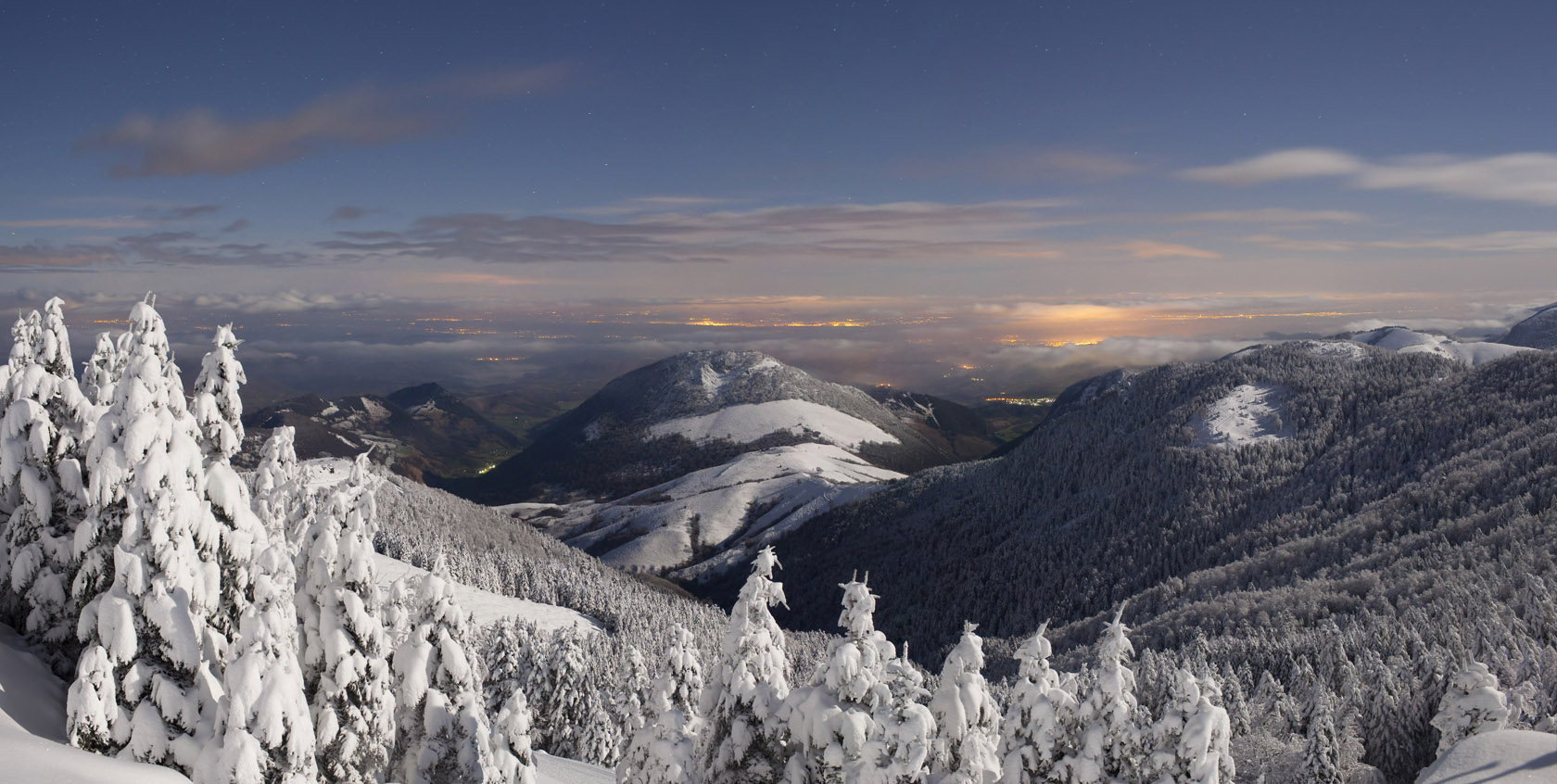
Valle de Barétous
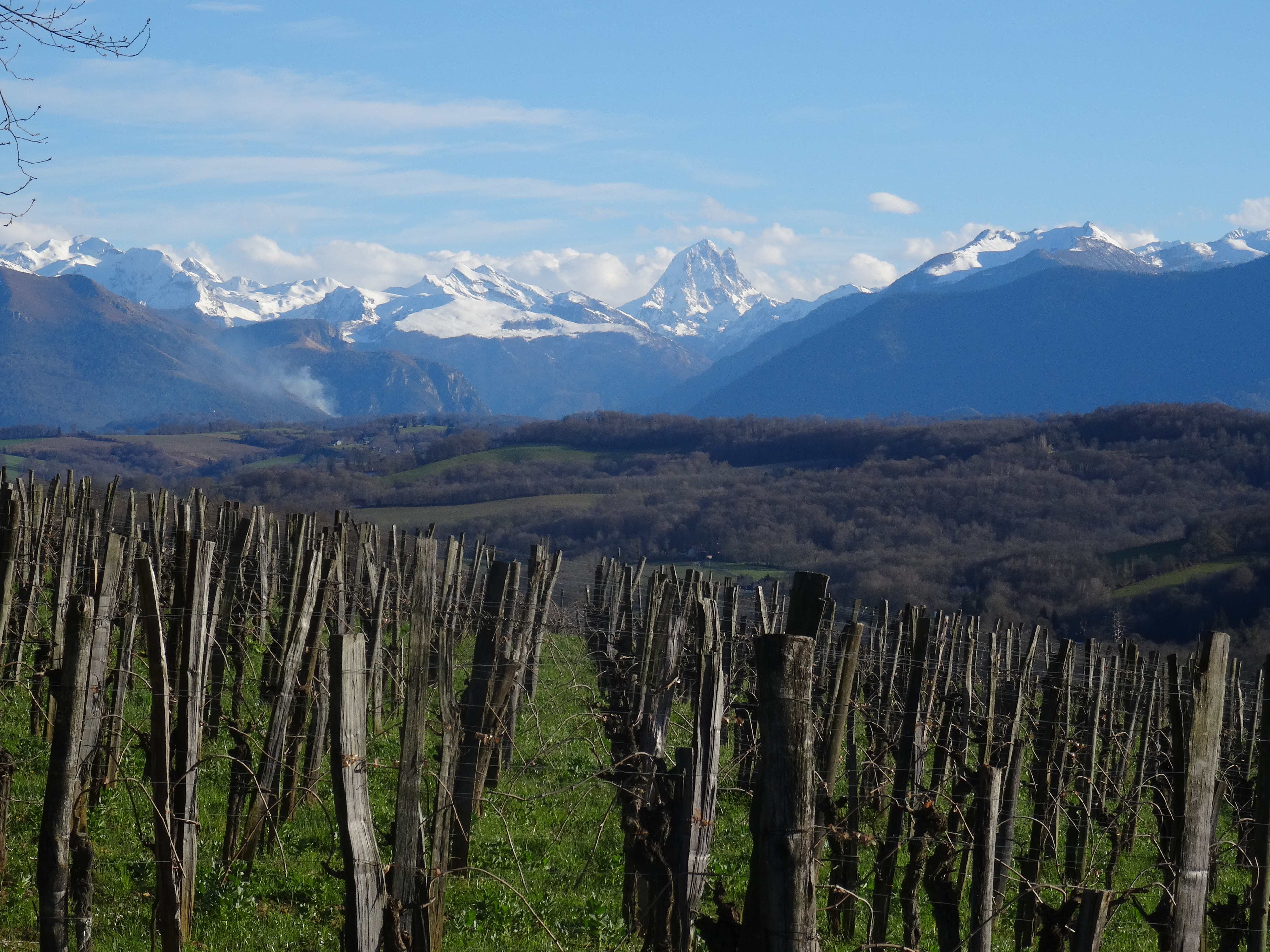
Entre deux gaves
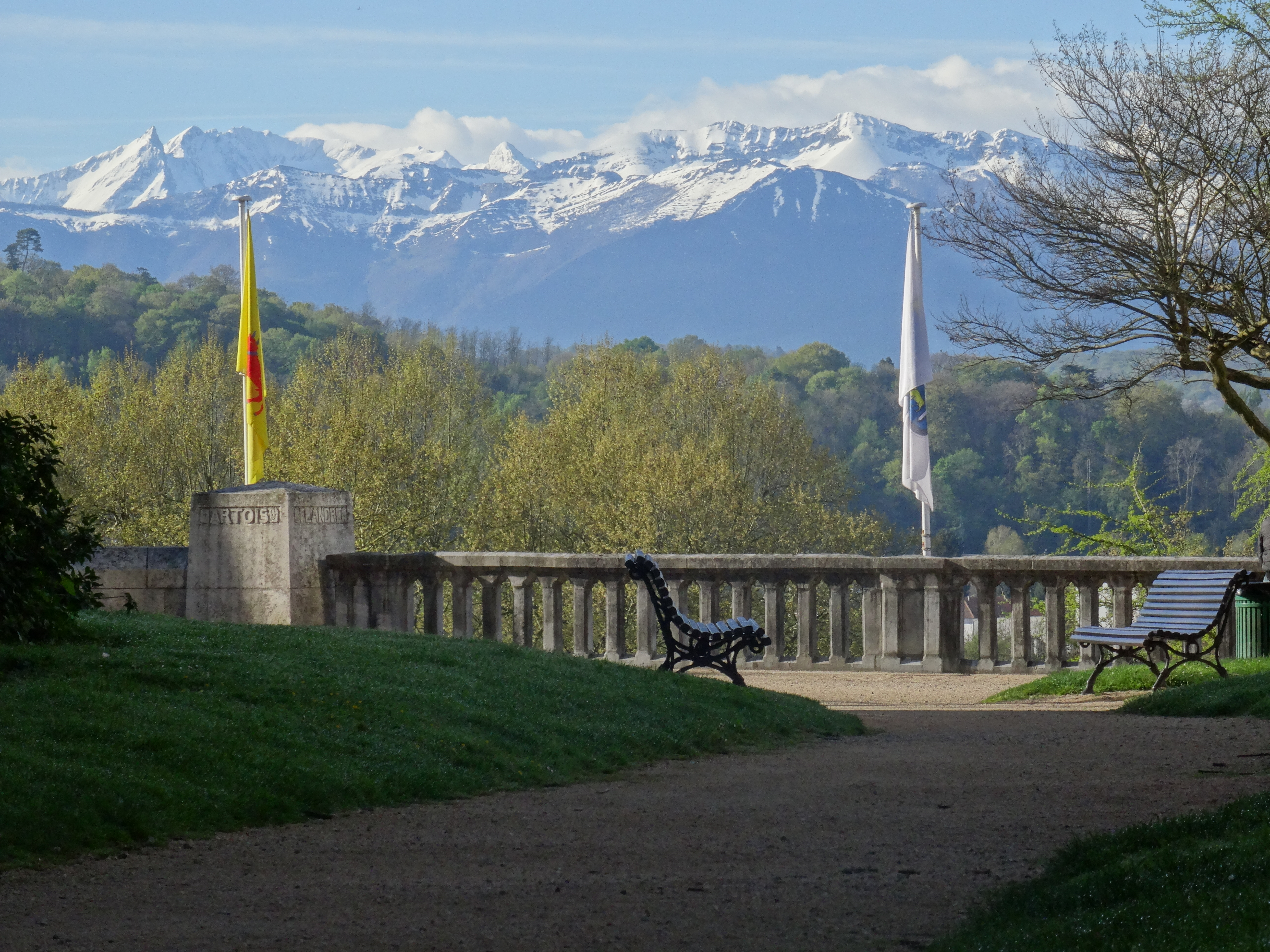
Boulevard des Pyrénées, Pau.
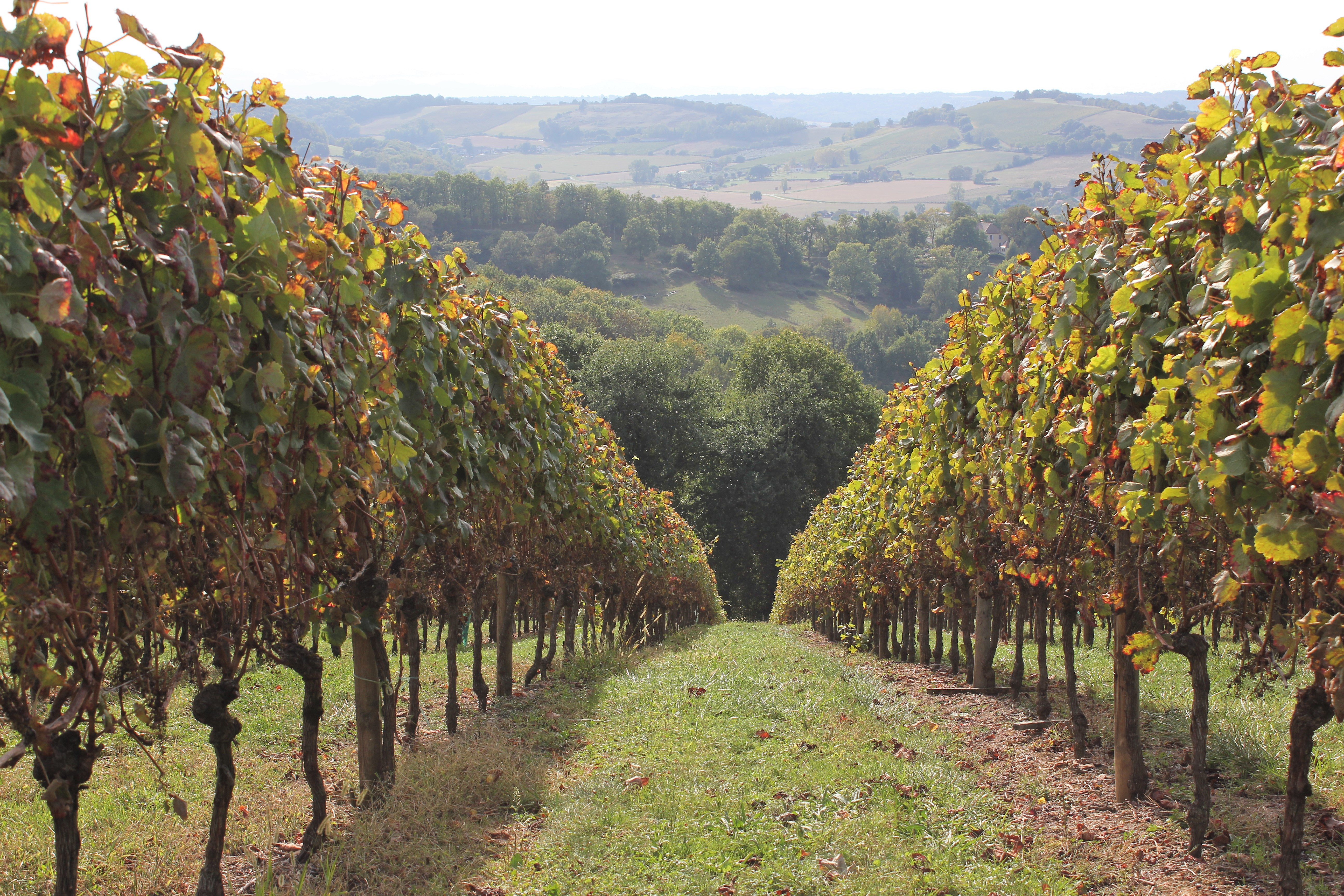
Vic-Bilh

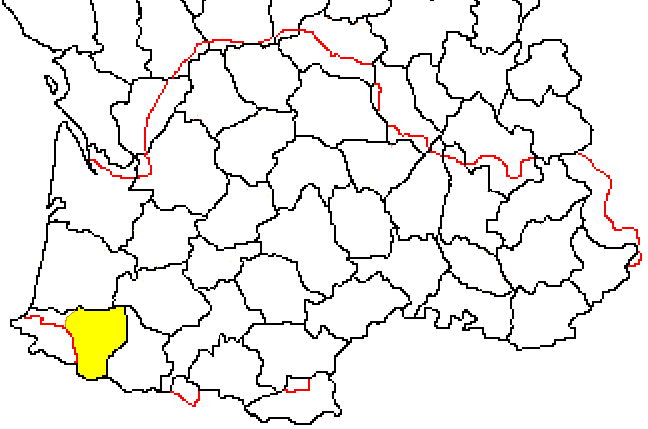
Situación de Bearne (la línea roja indica el área de extensión del dominio lingüístico occitano).

Ocupa aproximadamente 3/5 de la superficie del departamento de Pirineos Atlánticos, que integra también los antiguos territorios históricos de Baja Navarra, Labort y Sola (que conformarían el País Vasco francés).

### Límites
Limita al oeste con los territorios del País Vasco Francés (Sola y Baja Navarra), al norte con el departamento de Las Landas y con Armañac (en el departamento de Gers), al este con Bigorra (Altos Pirineos) y al sur con Aragón y Navarra.

Situación de la Comunidad de aglomeración del País Vasco (izquierda) y Bearne (derecha) en el departamento de Pirineos Atlánticos.

### Comarcas
De noreste a suroeste se distinguen:
- Una fila de colinas orientadas de norte a sur.
- El valle del río Gave de Pau, la zona más poblada con Orthez, Artix, Pau y Nay.
- Las colinas de Entre-deux-Gaves (Jurançon).
- El valle del río Gave d'Oloron (Oloron-Sainte-Marie, Navarrenx, Sauveterre-de-Bearne).
- Tres valles pirenaicos (también llamados Alto Bearne):
  - El valle de Ossau (Pourtalet, 1794 m) dominado por el pico de Midi d'Ossau.
  - El valle de Aspe (Somport, 1650 m) que da acceso al Alto Aragón.
  - El valle de Barétous que da al navarro valle de Roncal.

Los Pirineos bearneses van, de oeste a este, desde el Pic d'Anie (2504 m) al Pic de Palas (2974 m), cumbre del departamento.

## Historia

Armas de los vizcondes de Bearne, en el cual aparecen dos vacas betizu.

El origen del vizcondado de Bearne se pierde en la bruma de la Alta Edad Media. El primer vizconde conocido fue Céntulo I, que murió en 866. 
Si bien este territorio quedó dentro de las fronteras del reino de Francia en el Tratado de Verdún de 843, durante muchos siglos Bearne osciló entre la independencia y la sumisión no solo a Francia, sino a otros poderosos vecinos como Aragón, Navarra o Inglaterra.
Uno de los vizcondes más famosos fue Gastón el Cruzado (vizconde de 1090 a 1131), que en la Primera Cruzada tuvo un papel protagonista en la conquista de Jerusalén y, más tarde, participó también en la toma de Zaragoza. En su época el vizcondado era teóricamente vasallo de los duques de Aquitania pero casi independiente en la práctica.
Mientras el vecino reino de Aragón tuvo un tamaño comparable al de Bearne, ambos principados fueron aliados. Pero con la expansión aragonesa y su posterior fusión con el condado de Barcelona, Bearne quedó en clara inferioridad. Como resultado, el conde de Barcelona Ramón Berenguer IV recibió en 1154 la regencia del vizcondado, que quedaría integrado en la órbita de la corona de Aragón durante un siglo. 
En el siglo XIV Gastón Febus, conde de Foix y Vizconde de Bearne, consiguió formar un cuasi Estado independiente que incluía gran parte de la vertiente norte de los Pirineos.
En el siglo XV, la casa de Foix llegó al trono navarro debido a una serie de enlaces dinásticos, con lo que los reyes navarros ostentaban también el título de vizcondes de Bearne. En 1512 Fernando el Católico invadió Navarra y los reyes Juan III de Albret y Catalina de Foix y su corte se replegaron a sus dominios de Bearne, desde donde se realizaron varios intentos de recuperar el reino de Navarra. Mientras Fernando se anexionaba el reino de Navarra, Orthez se convirtió en la capital de los Albret, con sus dominios navarros reducidos a parte de la Baja Navarra. Tras una larga guerra y ya reinando Carlos I de España, el cual tras conseguir el control de la Alta Navarra decidió abandonar San Juan Pie de Puerto, la Baja Navarra se mantuvo como un reino independiente bajo Enrique de Albret, rey de Navarra con el título de Enrique II.
En 1560 la reina Juana de Albret se convierte al calvinismo, que se transforma en religión oficial de sus dominios gascones y navarros. En 1566 restringe las manifestaciones públicas de la Iglesia católica, con la consiguiente oposición de los obispos de Lescar y Oloron. Esto hará que Bearne sea protagonista de primera fila de las guerras de religión que enfrentan en Francia durante las décadas siguientes a católicos y hugonotes (calvinistas).
Juana muere en 1572 y la sucede su hijo Enrique III, jefe de filas de los hugonotes. El mismo año, Enrique se casa con la católica Margarita, tercera hija de Catalina de Médici. Fruto de esta boda y de una serie de fallecimientos en cadena en la familia real francesa, Enrique se convierte en pretendiente al trono de Francia. Tras una larga guerra contra los católicos, Enrique logra en 1589 acceder al trono como Enrique IV. Bajo la presión del Parlamento de París, el nuevo rey une a la corona de Francia sus territorios de Foix, Bigorra, Quatre-Vallées y Nebouzan. Pero se niega categóricamente a hacer lo mismo con Navarra y Bearne, que se mantienen por tanto al margen del patrimonio real. A partir de entonces, el gobierno de Bearne recae en Catalina de Borbón, la hermana del rey, que residía en Pau.
En 1599 Enrique IV otorga a Bearne y Navarra el Edicto de Fontainebleu, que estipula la libertad de religión en el país. Es el equivalente del Edicto de Nantes otorgado a Francia.
Luis XIII, hijo de Enrique IV, hereda los títulos de rey tanto de Francia como de Navarra. En 1617 ordena la devolución a la Iglesia católica bearnesa la propiedad de sus bienes. El Consejo Soberano de Bearne, de mayoría calvinista, se niega a acatar el edicto. En consecuencia, el rey decide intervenir militarmente. El 9 de septiembre de 1620 parte hacia Bearne al frente de un ejército de 5.000 hombres. Rechaza las tentativas de negociación de los emisarios del Consejo de Bearne y, sin encontrar resistencia armada, entra en Pau el 15 de octubre y el 17 en la fortaleza de Navarrenx.
Luis XIII restablece inmediatamente el culto católico, publica un Edicto de unión entre los estados de la Corona de Navarra y los de la Corona de Francia y ordena transformar el Consejo soberano en mero Parlamento. De esta forma, el reino de Navarra quedó unido definitivamente a Francia.
El bearnés siguió siendo hablado por la mayoría de la población hasta que, a finales del siglo XVIII, la Revolución proclamó el francés única lengua oficial y disolvió todos los Parlamentos e instituciones provinciales. Bearne quedó así encuadrado en el departamento de Bajos Pirineos, rebautizado más tarde Pirineos Atlánticos.

## Población
- 350.000 habitantes repartidos en 387 municipios.
- Capital actual: Pau.
- Ciudades principales:
  - Pau, 80.000 habitantes (segunda ciudad en tamaño de la región de Aquitania tras Burdeos) y más de 150.000 si se incluye la aglomeración (principalmente Lescar, Billière, Lons)
  - Orthez, capital de Bearne hasta el siglo XV
  - Oloron, ciudad principal del Alto Bearne, antigua sede episcopal

Los valles han sufrido una fuerte emigración. Así, en el valle de Aspe no quedan más que 2500 habitantes.

## Transportes

### Red de carreteras
Los ejes principales son:
- Autopista A-64 de Bayona a Toulouse.
- Carretera Pau - Zaragoza, que incluye el reciente túnel de Somport. Está en proyecto la conversión del tramo Pau - Somport en autovía.
- Autopista Pau - Burdeos, Finalizada.

### Ferrocarriles
- Una línea este-oeste Irún-Ventimiglia; une España con Italia vía Bayona, Pau, Toulouse, Montpellier, Marsella y Niza.
- Una línea norte-sur París-Tarbes; línea de alta velocidad (TGV) a París vía Dax y Burdeos.

Antiguamente un tren circulaba entre Pau y la estación Internacional de Canfranc, donde se cambiaba a otro que llevaba a Zaragoza. Hoy día la parte francesa de esta vía está abandonada aunque existen proyectos para volverla a utilizar.

### Aeropuertos
- Aeropuerto de Pau-Uzein, a 17 km de Pau. Vuelos regulares a París, Lyon y Londres.

## Cultura

### Lenguas
- Francés

Lengua oficial y mayoritaria.
- Bearnés

El bearnés es una variante del occitano, también llamado gascón. Minoritaria hoy día, antiguamente era la lengua hablada en todo Bearne, llegando a coexistir durante el medievo , y en algunas zonas del sur, con el euskera y el aragonés. El occitano se utilizaba en todos los documentos hasta que la Revolución francesa hizo del francés la única lengua oficial. A partir de entonces empezó su decadencia, si bien a mediados del siglo XX todavía se hablaba frecuentemente. Desde los años 1970 un movimiento cultural trata de hacer renacer el uso del bearnés, sobre todo a través de las calandretas, escuelas bilingües occitano-francés,.
- Euskera

El euskera es mayoritario en el municipio de Esquiule (Eskiula) y también tiene hablantes en algunos barrios y caseríos de Aramits, Géronce y Arette.

### Gastronomía
En Bearne se pueden encontrar todas las especialidades gastronómicas del sudoeste de Francia:
- Foie gras, confit, magret y otros platos derivados del pato y la oca
- Poule au pot, guiso de gallina
- Garbure, sopa densa típica de Bearne
- Vino de Jurançon, reputado vino blanco con dos variedades: seco y dulce

Curiosamente, la conocida salsa bearnesa no tiene su origen en esta región.

### Sociología
La casa es la base del sistema familiar bearnés.
La sociedad tradicional bearnesa se caracteriza por una gran cohesión interna. con la persistencia de modelos culturales profundamente originales El «alma bearnesa» se expresa a través de un misticismo profundo, basado en el culto a la casa y en el espíritu de sacrificio por los valores del grupo. El espíritu de independencia y el rechazo a fusionarse con la comunidad francesa se mantuvieron hasta la Revolución La resistencia nacional de la sociedad bearnesa se explica por las dimensiones modestas del antiguo principado y por una organización simplificada , que permitía animar una resistencia democrática y liberal frente a la asimilación al reino de Francia.
En el siglo XVIII, la mejora de las condiciones de vida reforzó las bases económicas de la sociedad campesina, logrando una prosperidad única en el reino de Francia, mencionada por Arthur Young en 1787. Tras la Revolución, el derecho consuetudinario bearnés persistió a pesar de su incompatibilidad con el Código Civil.
La estabilidad de la sociedad bearnesa hasta principios del siglo XX se explica por su situación marginal, alejada de los grandes movimientos económicos, pero sobre todo por una profunda conciencia de sus valores y una firme voluntad de defender los fundamentos de su orden económico y social.

### Blasón

De oro, con dos vacas de gules, con cuernos, collar y campanillas de azur.Las dos vacas son de raza bearnesa y generalmente se las conoce como vaquetas. El uso de este emblema se remonta a la creación de la vizcondad en el.

Las armas heráldicas de la antigua principado de Bearne incluyen dos vacas bearnesas desde su fundación en el IX.
Las representaciones más antiguas del emblema bearnés aparecen en el sello de Gastón VII de Bearne en el siglo XIII.
El origen de la vaca como símbolo del Bearne sigue siendo un misterio. Algunos autores antiguos, como Pierre de Marca, sugieren un origen mítico vinculado al pueblo de los Vacceos, de quienes descenderían los bearneses.
Otros eruditos, como el propio Pierre de Marca, relacionan el símbolo con los fértiles pastos bearneses, propicios para la ganadería, representando una versión local del cuerno de la abundancia. Sin embargo, la vida campesina en Bearne estuvo marcada por la precariedad durante siglos, lejos de esta imagen de prosperidad.
Dominique Bidot-Germa sugiere otra hipótesis, basada en cuentos pirenaicos occidentales en los que la vaca siempre está asociada a la Virgen María, siendo el color azul de las campanillas que llevan al cuello un posible guiño al color mariano.
El uso de la vaca como emblema es inusual en la heráldica europea. Aunque existen ejemplos como el buey en las armas de Oxford desde el siglo XIV, el toro es una figura más común que la vaca.

#### Símbolo del Bearne y fuente de numerosas leyendas
Según una leyenda, el vizconde de Bearne desafió al arzobispo de Morlaàs, quien criaba un oso, asegurándole que una de sus vacas vencería en combate, lo que finalmente ocurrió.
Las dos vaquetas se incorporaron a la vida institucional de la antigua principado, apareciendo en sus armas heráldicas desde el siglo XII y en su moneda. Más recientemente, el motivo ha sido retomado en la bandera bearnesa.
El grito de guerra de los bearneses, «Viva la vaca», también se inspira en este símbolo.
En 1290, la unión de la casa de Foix con la de Bearne dio lugar a nuevas armas heráldicas, descritas así: Cuartelado, 1° y 4° de oro con tres palos de gules, 2° y 3° de oro con dos vacas de gules, con cuernos, collar y campanillas de azur, una sobre la otra.
Este evento también explica la presencia de las vaquetas bearnesas en las armas de la principado de Andorra, ya que cada copríncipe del estado pirenaico, incluido el conde de Foix, tiene dos cuarteles en dicho escudo.

## Las relaciones históricas entre el Bearne y Aragón
Las relaciones históricas entre el Bearne y Aragón han estado marcadas por una cooperación y tensiones derivadas de su proximidad geográfica en el corazón de los Pirineos. La comarca de Ossau, en particular, y los valles pirenaicos aragoneses, dieron lugar a vínculos complejos de vecindad, intercambios comerciales y gestión de los pastos desde la Edad Media. Estos intercambios, a veces pacíficos y otras veces conflictivos, han modelado la historia de ambas regiones.

### Contexto geográfico y relaciones de vecindad
La proximidad de los valles de Ossau y Tena, atravesados por ríos que serpentean entre las montañas pirenaicas, jugó un papel clave en el establecimiento de los primeros contactos entre las poblaciones de ambos territorios. Los intercambios comerciales, como el transporte de sal, ganado y productos artesanales, se vieron facilitados por las rutas de transhumancia y los pasos montañosos. Sin embargo, esta cercanía también generó tensiones, especialmente relacionadas con los derechos de paso del ganado y la gestión de los pastos.

### Las "pax" y las fronteras pastorales
Uno de los aspectos más destacados de las relaciones entre el Bearne y Aragón son los acuerdos de paz conocidos como cartas de pax. Estos documentos tenían como objetivo regular los frecuentes conflictos relacionados con la transhumancia y el cruce de las fronteras pastorales. Cuando los rebaños cruzaban ilegalmente la frontera, podían ser confiscados, y se establecían compensaciones según los daños o heridas derivadas de disputas entre pastores. Estos acuerdos se formalizaban en documentos legales llamados cartas de pax, que servían de base para mantener el orden y la cooperación entre las comunidades pastorales de ambos lados de los Pirineos.
Las bistes (término bearnés) y juntes (término aragonés) eran reuniones organizadas para resolver estos conflictos. Estas reuniones se celebraban en un terreno neutral, a menudo en la fuente del Río Gállego, en Formigal, y eran fundamentales para evitar enfrentamientos violentos. Ambas regiones se reunían para discutir los derechos de paso, las fronteras pastorales y la gestión de los territorios transfronterizos.

### Archivos jurídicos: cartularios y acuerdos transfronterizos
Los cartularios del valle de Ossau, como el Cartulario A y el Libro rojo de Ossau (o Cartulario B), son valiosos testimonios de la importancia de las relaciones transfronterizas entre el Bearne y Aragón. Estos documentos, conservados en los archivos del valle, contienen actos relativos a los derechos de propiedad, los pastos y los acuerdos entre los valles aragoneses y bearneses, como el Tena. Atestiguan la delimitación de las tierras entre la Montaña particular, gestionada por las parroquias, y la Montaña general, territorio gestionado colectivamente por los valles. Los conflictos sobre estas fronteras pastorales se resolvían con frecuencia mediante cartas compartidas entre los dos reinos.

### La transhumancia: un factor clave de intercambio
La transhumancia, una forma de vida tradicional de los ganaderos del valle de Ossau, reforzó los vínculos entre el Bearne y Aragón. Cada otoño, los rebaños partían hacia los pastos de invierno al sur, a veces hasta Aire-sur-Adour. Este desplazamiento estacional del ganado generaba una fuerte interdependencia económica entre las dos regiones, y las prácticas de transhumancia permitieron el desarrollo de vínculos comerciales más amplios, especialmente en el ámbito de la ganadería y la producción de sal.
Un ejemplo de esta colaboración transfronteriza es el de las tierras del Pont-Long, en las que los habitantes de Ossau reclamaban derechos de propiedad, un punto de fricción que requería negociaciones frecuentes entre las autoridades bearnesas y aragonesas.

### Solidaridad frente a los conflictos: guerra y paz
Durante las épocas de guerra, a pesar de las rivalidades políticas y dinásticas, los habitantes de los valles de Ossau y Tena mostraron una solidaridad destacable. Independientemente de las disputas entre sus respectivos señores, los montañeses a menudo intentaban evitar el aumento de las tensiones y preservar la paz local. Este fenómeno ilustra la importancia de la cooperación entre las comunidades montañesas frente a las amenazas externas, a pesar de los intereses políticos.
En octubre de 1944, el estado mayor de la primera división de guerrilleros españoles se instala en la villa Castilla de Jurançon, antigua residencia del consulado franquista. Este momento ilustra los vínculos entre los republicanos españoles y el Bearne, especialmente a través de la presencia de numerosos refugiados españoles que encontraron asilo en la región durante y después de la guerra civil española. Pau, en particular el barrio del Hédas, acogió a estos refugiados que huían del franquismo. En este contexto, próximamente una calle del Hédas podría ser bautizada como "Calle de los Republicanos Españoles en Bearne" para honrar su memoria y su contribución a la ciudad, un proyecto respaldado por la asociación Memoria de la España Republicana. Estos guerrilleros españoles, a menudo involucrados en maquis como el de la valle de Ossau, lucharon contra el régimen franquista y la ocupación nazi.

### Relaciones políticas y dinásticas
Las relaciones entre el Bearne y Aragón se remontan al siglo XI, cuando Gastón IV, vizconde de Bearne, participó activamente en la Reconquista y en la toma de Zaragoza en 1118. Este compromiso militar lo convirtió en un señor influyente en Aragón. Posteriormente, el Bearne fue integrado en los dominios de los condes de Foix, quienes mantenían relaciones dinásticas con el reino de Aragón, consolidando así los vínculos entre ambos territorios. El rey Enrique IV de Francia y Navarra, nacido en Pau, también representa esta conexión histórica entre el Bearne y Aragón.

### Intercambios culturales y arquitectónicos
La influencia aragonesa es visible en la arquitectura bearnesa. La catedral de Oloron-Sainte-Marie, por ejemplo, refleja esta influencia a través de su portal románico esculpido. En Aragón, monumentos como la Abadía de Loarre y el Monasterio de San Juan de la Peña ilustran también la historia compartida entre ambas regiones, especialmente en el ámbito religioso y militar.
Las ciudades medievales de Montañana en Aragón y Salies-de-Bearne, conocida como la Ciudad de la Sal, ilustran esta época, con sus calles adoquinadas y sus casas de piedra, recordando los lazos históricos entre ambas regiones.
En Pau, capital moderna de Bearne el barrio histórico del Hédas acogió una gran población aragonesa antes de la Segunda Guerra Mundial. Entonces, a principios del siglo XX, fue el turno de los españoles, que huían de la guerra, de establecerse en el barrio del Hédas, conocido entonces como la "Pequeña España".
Una de las principales arterias de la ciudad es el Boulevard Aragón.

### Relaciones económicas y comerciales
La geografía pirenaica, con sus puertos como el del Somport, facilitó el desarrollo de rutas comerciales, especialmente para el transporte de sal, ganado y otros productos. El puerto del Somport, transitado por los peregrinos de Santiago de Compostela, fue una vía comercial clave entre el Bearne y Aragón. La transhumancia, en particular, jugó un papel clave en el fortalecimiento de los vínculos económicos entre los valles bearneses y aragoneses.
La estación Internacional de Canfranc, inaugurada en 1928, es testigo de la ambición de reforzar estos lazos comerciales y culturales. Segunda estación más grande de Europa en su época, desempeñó un papel clave durante la Segunda Guerra Mundial al facilitar el paso de oro, obras de arte y refugiados.

### Cooperación contemporánea
En un contexto más moderno, las relaciones entre el Bearne y Aragón se refuerzan aún hoy mediante iniciativas de cooperación transfronteriza. En 2024, se firmó un acuerdo para la creación del Grupo Europeo de Cooperación Territorial Pirineos-Pyrénées. Este proyecto tiene como objetivo promover una identidad común bajo la marca Pirineos-Pyrénées, con el fin de aumentar la atractividad turística y económica de esta región transfronteriza. Los departamentos de los Pirineos Atlánticos y los Altos Pirineos, así como las autoridades aragonesas, colaboran para hacer de los Pirineos un punto neurálgico económico y turístico.

### Herencia militar y turística
Las fortificaciones como el Fuerte de Portalet, construido en el siglo XIX en el valle de Aspe, y el castillo abadía de Loarre en Aragón recuerdan el papel estratégico de los Pirineos. Además, sitios naturales como la Sala de la Verna, que conecta el Bearne con el País Vasco, refuerzan el patrimonio común y los lazos turísticos entre ambas regiones.